# Why? (Am I Treated So Bad)
Why? (Am I Treated So Bad) ist eine Soul-Komposition von Roebuck „Pops“ Staples für seine Formation The Staple Singers, die er vor dem Hintergrund der Bürgerrechtsbewegung verfasste. Bekannt wurde es in der Instrumentalversion des Cannonball Adderley Quintets.

## Hintergrund
Als Pops Staples im September 1957 in den Fernsehnachrichten von den Ereignissen um die Little Rock Nine erfuhr, bei denen neun schwarzen Schülern, die im Zuge der Aufhebung der Segregation versuchten, zu ihrer Schule zu fahren, der Zutritt zum Bus verwehrt wurde, entfuhr ihm der Ausruf „Why are they treated so bad?“ Noch am selben Abend verfasste er unter dem Eindruck dieser Bilder das Stück.
Pops Staples war mit Martin Luther King befreundet, der das Stück schätzte. Die Staple Singers sangen das Lied häufiger auf dessen Protestveranstaltungen. Wenn beide einander begegneten, sprach King ihn öfter an mit den Worten „Stape, you gonna play my song tonight?“

## Original
Erstmals eingespielt wurde das Stück 1965 für das gleichnamige Album Why der Staple Singers, das es auch eröffnet. Es erschien erstmals (noch vor dem Album) 1965 als B-Seite der Single What Are They Doing? (In Heaven Today). Nachdem die Coverversion des Cannonball Adderley Quintets ein Hit wurde, spielten die Staple Singers 1967 auf Wunsch von Epic Records eine weitere Version ein. Diese von Larry Williams produzierte Neuaufnahme war im Vergleich zur Erstaufnahme dynamischer und emphatischer. Sie erschien 1967 als Single, nun als A-Seite, mit What Are They Doing? (In Heaven Today) als B-Seite.
Im Liedtext beklagt die Ich-Stimme, dass sie sich von ihrem Liebhaber („Baby“) ungerecht behandelt fühle, obwohl sie ihn liebe und niemandem etwas Böses angetan habe. In der gesprochenen Einleitung stellt Staples den Zusammenhang vom eigentlich unverfänglichen Text zu einer gesellschaftlichen Lesart her: „Just the other day, I saw a group of little children trying to ride a school bus. By them being of a different nationality, they weren’t allowed to ride the bus. I would imagine, if you would ask them about this matter, they would have words like this to say: Why am I treated so bad?“ („Erst neulich sah ich eine Gruppe kleiner Kinder, die mit dem Schulbus fahren wollten. Da sie eine andere Nationalität besaßen, durften sie nicht im Bus mitfahren. Ich könnte mir vorstellen, dass sie, wenn man sie zu diesem Thema befragen würde, etwa Folgendes sagen würden: Warum werde ich so schlecht behandelt?“)

## Cannonball-Adderley-Version
Weithin bekannt wurde Why Am I Treated So Bad! in der Instrumentalversion des Cannonball Adderley Quintets. Das gleichnamige Album vom Mai 1967 wurde wie sein Vorgänger Mercy, Mercy, Mercy! Live at „The Club“ unter Live-Bedingungen vor Studiopublikum eingespielt und von David Axelrod produziert. Bei der Singleauskopplung von Why Am I Treated So Bad! orientierte man sich in Klang und Aufbau an Mercy, Mercy, Mercy, der sowohl kommerziell als auch künstlerisch erfolgreichen Vorgängersingle, die im Februar 1967 überraschend bis auf Platz 11 der Billboard-Charts vorgerückt war. Why Am I Treated So Bad! konnte jedoch nicht an diesen Erfolg anknüpfen und landete lediglich auf Platz 73. Bandleader Julian Adderley sagte das Stück mit den Worten an: „It’s a famous thing by the Staples Singers by now. We’ve been strongly influenced by Roebuck Staples, who is the father, leader and director of the Staple Singers, composer of this tune. It’s called: Why Am I Treated So Bad?“ („Ein mittlerweile berühmt gewordenes Stück der Staple Singers. Wir wurden stark von Roebuck Staples beeinflusst, dem Vater, Leiter und Direktor der Staple Singers, der dieses Lied komponiert hat.“) Tragendes Instrument ist das von Joe Zawinul groovend gespielte Fender-Rhodes-Piano, durch das das Stück dem Genre des aufkommenden Soul-Jazz zuzuordnen ist.

## Weitere Coverversionen
Im Zuge des Erfolgs der Adderley-Version spielten nicht nur die Staple Singers das Stück erneut ein, es kam auch zu mehreren Coverversionen. So spielten The Sweet Inspirations 1967 auf ihrem Debütalbum das Stück ein und veröffentlichten es auch als Single. Die Einspielung erreichte Platz 57 der Charts. Auch andere Soul- und Jazzmusiker wie Bobby Powell, The Nocturnes, The Three Sounds oder Ramsey Lewis spielten noch 1967 Coverversionen des Stückes ein.
1968 erschien eine Instrumentalversion aus dem jamaikanischen Studio One unter dem Titel Bad Treatment. Eingespielt wurde der Riddim von dem Saxophonisten Karl Bryan unter dem Namen Cannon zusammen mit The Soul Vendors (Roland Alphonso, Jackie Mittoo, Johnny Moore, Lloyd Brevett, Bunny Williams und Errol Walters), der Hausband von Studio One. Als Komponisten sind fälschlicherweise Ed Marshall und Peter Deangelis angegeben. Der Riddim wurde und wird bis in die Gegenwart regelmäßig wieder aufgegriffen. Im selben Jahr erschien in Jamaika auch noch eine Version von Lynn Taitt & The Jets.
1969 dann erschien eine Coverversion von James Brown, der es als Instrumental mit der James Brown Band für sein Album The Popcorn aufnahm. Offensichtlich hatte er Zawinuls Spielweise auf der Cannonball Adderley-Version als so prägend verstanden, dass Brown Zawinul fälschlicherweise als Komponisten angab, ein Fehler, der erst 2015 auf Covern korrigiert wurde. Ebenfalls 1969 spielte die tschechoslowakische Band Framus Five die erste Coverversion des Titels im sogenannten Ostblock ein.
Erst 2017 coverte die Jazz-Sängerin Dee Dee Bridgewater das Stück dann wieder auf Memphis... Yes, I’m Ready, einem Album aus Soul-, Blues-, Gospel- und Rock-’n’-Roll-Coverversionen.
Am 19. September 2023 spielte die Pianistin Norah Jones zusammen mit dem Schlagzeuger Questlove und Christian McBride am Bass im Rahmen ihres Norah Jones Is Playing Along Podcast eine rund acht Minuten lange Live-Jam von Why Am I Treated So Bad.

## Rezeption
Als Filmmusik wurde Why? im US-amerikanischen Bürgerrechtsdrama Selma (2014) verwendet. Die Szene, in der sich die Protestbewegung für den zweiten Marsch von Selma nach Montgomery sammelt, ist mit dem von Pops Staples gesprochenen Intro unterlegt.